# Comunidad de aldeas de Daroca
Este artículo es sobre el antiguo distrito medieval de Daroca. Para consultar la comarca actual, véase Campo de Daroca.
La comunidad de aldeas de Daroca  (comunidat de Daroca o comunidat de Daroqua en aragonés, Commvnitatis Darocæ en latín) fue un distrito jurisdiccional dentro del antiguo Reino de Aragón, y posteriormente dentro del Reino de España, hasta su disolución en 1838. En su momento de máxima vigencia, estaba dividida en 6  sesmas.

## Historia

Sesmas primitivas de la Comunidad de Daroca
Sesma de Langa
Sesma de Jiloca
Sesma de Barrachina
Sesma de Gallocanta
Sesma de Trasierra

El territorio de lo que posteriormente será la Comunidad de Aldeas de Daroca ya aparece mencionado en el Fuero de 1142, otorgado por Ramón Berenguer IV. En este se otorgan a Daroca unas fronteras que abarcaban territorios de las actuales provincias de Teruel, Castellón, Valencia y Zaragoza.

Ego, comes Raymundus Barcilonensis et princeps Aragone, concedo et otorgo istam cartam et istum forum et quidquid boni invenerint de his decem annis et do illis istos terminos de Villa Feliç ad Atea, a Cemballe, a Cubelo, a Cubellego, a Çafra, a Rodenas, a Sancta Maria, a Castiel Savib, a Demuz, a Serreilla, ad Alpuente, a la Cirab, a Tor Alba, a Montan, a Linares, a Rio de Martin, ad Vesa, a Fonte de Tosos, a Villa Nova, a Longares, a Consuelda, a Codo, a Miedes, istas prenominatas cum suis terminis.

En el año 1205, en el Libro Bermejo del Archivo Colegial de Daroca se citan por primera vez la mayoría de las localidades que constituirán la Comunidad de aldeas, pero la Comunidad no es creada hasta 1248, cuando estas pequeñas localidades y aldeas consiguieron su independencia respecto a la Ciudad de Daroca tras acordar con el Rey Jaime I un pago de 10.000 sueldos anuales. El Archivo de la comunidad se situó en Cariñena hasta que en el año 1804 se trasladó a Daroca.
En la primera mitad del siglo XVII la Comunidad compró el Señorío de Huesa y la Baronía de Segura por 60.000 escudos de plata. Las 11 localidades de estos territorios formaron la sexta sesma, la Sesma de la Honor de Huesa.
La Comunidad de aldeas de Daroca, vigente durante casi 600 años, dejó de tener estatus jurídico con la División provincial de 1833, aunque perduró simbólicamente hasta 1838, año en el que fue disuelta.

## Organización administrativa

Las 6 sesmas de la Comunidad de Daroca
Sesma de Langa
Sesma de Jiloca
Sesma de Barrachina
Sesma de Gallocanta
Sesma de Trasierra
Sesma de la Honor de Huesa

La historia política de la Comunidad se entremezcla con la historia de la ciudad de Daroca, pero como ocurrió en las  otras Comunidades aragonesas, se produjo la separación entre las aldeas y la capital, dándose la paradoja de que durante muchos siglos la propia ciudad de Daroca no formó parte de la Comunidad de aldeas que llevaba su nombre. 
De este modo, las aldeas consiguieron la casi total independencia jurídica de Daroca, después de muchas disputas, quedando únicamente reservada esta autoridad para causas criminales o hurtos importantes o con violencia.
Las reuniones de los aldeanos se hacían aparte de los de la ciudad, los impuestos se pagaban por separado, enviaban representantes diferentes ante el Rey y tenían un escaño propio en las Cortes del Reino de Aragón.
La ciudad no siempre respetó esta independencia de las aldeas, pero con el tiempo, el Rey dio a las aldeas los mismos privilegios y derechos que a la ciudad.

## Cargos
Los principales cargos que tenía la Comunidad de Aldeas de Daroca eran los de Asistente, Receptor y Notario de Actos. Accedían al cargo por insaculación, desempeñando su función durante un año. Para entrar en la lista de los insaculados debían cumplir una serie de requisitos que variaron a lo largo de los siglos. El principal, haber sido pechero durante varios años (contribuyendo al mantenimiento de la propia Comunidad mediante sus impuestos). Durante la época foral quedaron excluidas las familias nobiliarias, pues estaban exentas de contribuciones. Junto a estos cargos encontramos otras figuras muy importantes, como los sexmeros que representaban a las distintas sexmas.

## Ordinaciones

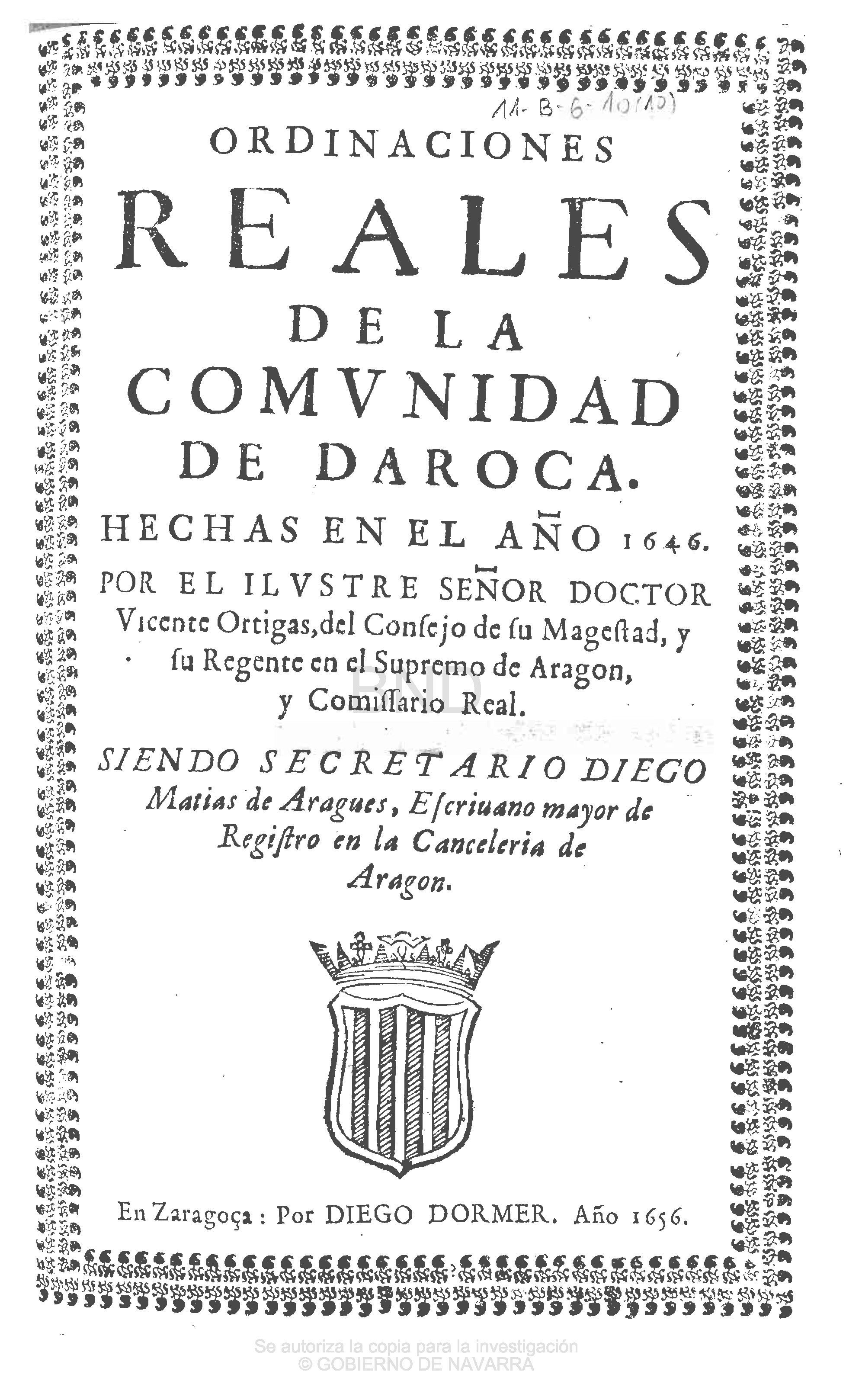
Portada de las Ordinaciones de 1646

Las Ordinaciones eran el conjunto de reglamentos de la Comunidad de Aldeas de Daroca, para dictar su régimen de funcionamiento interno y las relaciones que establece con los municipios. Constituyen la fuente histórica más importante para el estudio y la evolución institucional y jurídica de la Comunidad.
Las ordenanzas de los siglos XVI y XVII, realizadas con el gobierno foral aragonés, mantienen prácticamente el mismo contenido, con ligeras variaciones semánticas o de adaptación a situaciones novedosas.
Las ordenanzas del siglo XVIII marcan un brusco cambio, pues la desaparición de los fueros aragoneses obliga a una transformación de todo el contenido político y jurídico, pues se tienen que adaptar a las nuevas reformas de la España borbónica.

### Ordinaciones más importantes
Las ordenanzas más representativas son las siguientes:
- AÑO 1471: Ordinaciones de la Comunidad de Daroca confirmadas por privilegio del rey Juan II. Publicadas por Rafael Esteban.
- AÑO 1565: Ordinaciones de la Comunidad hechas en Calamocha para la buena Gobernación y Regimiento de la dicha Comunidad de Daroca. Manuscrito conservado en el Archivo Municipal de Daroca.
- AÑO 1591: Ordinaciones Reales de la Comunidad de Daroca. Manuscrito
- AÑO 1616: Ordinaciones Reales de la Comunidad de Daroca. Manuscrito de pequeño formato conservado en el Archivo Municipal de Daroca.
- AÑO 1646: Ordinaciones Reales de la comunidad de Daroca / hechas en el año 1646 por Vicente Ortigas. Publicadas en Zaragoça : por Diego Dormer en 1656.
- AÑO 1656: Ordinaciones Reales de la comunidad de Daroca / hechas en el año 1656 por ... Diego Canales. En Zaragoça : por Diego Dormer.
- AÑO 1666:Ordinaciones Reales de la comunidad de Daroca / hechas en el año 1666 por ... D. Pedro Cavero. 40, [10] p. ; Fol. (28 cm). En Zaragoça : por Diego Dormer.
- AÑO 1676: Ordinaciones Reales de la Comunidad de Daroca, hechas y ordenadas por el muy ilustre Sr. don Josef Ozcáriz y Vélez... para hacer la insaculación y ordinaciones de la dicha Comunidad de Daroca. Publicado en Zaragoza.
- AÑO 1686: Ordinaciones reales de la Comunidad de Daroca. En Zaragoza : en la imprenta de los herederos de Diego Dormer.
- AÑO 1728: Ordinaciones u ordenanzas para el régimen de la Comunidad de Aldeas de Daroca en el Reino de Aragón y para la administración de justicias de los lugares que la componen... teniendo presentes las antiguas ordenanzas que tenía para su gobierno la referida Comunidad, la nueva planta con que se estableció por la Real Chancillería que hubo en este reino en el año de mil setecientos y ocho y demás órdiens que después ha habido a este fin. (Publicadas por Cosme Blasco en 1870).
- AÑO 1740: Ordinaciones originales de la Comunidad de Daroca, aprobadas por el Real Supremo Consejo de Castilla en el año 1740. Manuscrito guardado en el Archivo Municipal de Daroca.
- AÑO 1746: Ordinaciones formadas con comisión y orden del Real Consejo, por la Audiencia de Aragón, para el gobierno de la Comunidad de Daroca y pueblos que se compone. Impreso en Zaragoza, Imprenta del Rey Nuestro Señor, año 1746
- AÑO 1779: Ordenanzas formadas con comisión y orden del Real Consejo por la Audiencia de Aragón, para el Gobierno de la Comunidad de Daroca y pueblos que se compone. Publicadas en Zaragoza.